# Kanton Saint-Amans-des-Cots
Saint-Amans-des-Cots  is een voormalig kanton van het Franse departement Aveyron. Het kanton werd, bij toepassing van het decreet van 21 februari 2014, op 22 maart 2015 opgeheven en de gemeenten werden opgenomen in het op die dag gevormde kanton Aubrac et Carladez. Het kanton maakte deel uit van het arrondissement Rodez.

## Gemeenten
Het kanton Saint-Amans-des-Cots omvatte de volgende gemeenten:
- Campouriez
- Florentin-la-Capelle
- Huparlac
- Montézic
- Saint-Amans-des-Cots (hoofdplaats)
- Saint-Symphorien-de-Thénières